# Боврињи
Боврињи (фр. Beuvrigny) насеље је и општина у северној Француској у региону Доња Нормандија, у департману Манш која припада префектури Сен Ло.
По подацима из 2011. године у општини је живело 130 становника, а густина насељености је износила 19,2 становника/km². Општина се простире на површини од 6,77 km². Налази се на средњој надморској висини од 150 метара (максималној 216 m, а минималној 60 m).

## Демографија
| 1962. | 1968. | 1975. | 1982. | 1990. | 1999. | 2011. |
| ----- | ----- | ----- | ----- | ----- | ----- | ----- |
| 150   | 173   | 155   | 111   | 93    | 95    | 130   |

График промене броја становника у току последњих година